# Лейпцигская книжная премия за вклад в европейское взаимопонимание
Лейпцигская книжная премия за вклад в европейское взаимопонимание (нем.  Leipziger Buchpreis zur Europäischen Verständigung) — ежегодная литературная награда Германии.

## Описание
Присуждается с 1994 года Министерством науки и культуры земли Саксония и городом Лейпциг при попечении Союза немецких книготорговцев и Лейпцигской ярмарки. Премия имеет две номинации — главная (денежный эквивалент — 10 000 евро) и поощрительная (5 000 евро), лауреатами последней были, среди других, переводчики Светлана Гайер (1995) и Ильма Ракуза (1998). Вручение премии происходит в марте на Лейпцигской книжной ярмарке.

## Лауреаты главной премии
- 1994: Рышард Капущинский ( Польша)
- 1995: Петер Надаш ( Венгрия), Светлана Гайер  ФРГ
- 1996: Александр Тишма ( Сербия)
- 1997: Имре Кертес ( Венгрия)
- 1998: Светлана Алексиевич ( Беларусь)
- 1999: Эрик Хобсбаум ( Великобритания)
- 2000: Ханна Кралль ( Польша)
- 2001: Клаудио Магрис ( Италия)
- 2002: Бора Чосич ( Сербия)
- 2003: Хюго Клаус ( Нидерланды)
- 2004: Джевад Карахасан ( Босния и Герцеговина)
- 2005: Славенка Дракулич ( Хорватия)
- 2006: Юрий Андрухович ( Украина)
- 2007: Герд Кёнен ( Германия), Михаил Рыклин ( Россия)
- 2008: Геерт Мак ( Нидерланды)
- 2009: Карл Шлёгель ( Германия)
- 2010: Дьёрдь Далош ( Венгрия)
- 2011: Мартин Поллак ( Австрия)
- 2012: Ян Кершоу ( Великобритания), Тимоти Снайдер ( США)
- 2013: Клаус-Михаэль Богдаль ( Германия)
- 2014: Панкай Мишра ( Индия)
- 2015: Мирча Кэртэреску ( Румыния)
- 2016: Генрих Август Винклер ( Германия)
- 2017: Матьяс Энар ( Франция)
- 2018: Осне Сейерстад ( Норвегия)
- 2019: Маша Гессен ( Россия,  США)
- 2020: Ласло Ф. Фёлдени ( Венгрия)
- 2021: Джонни Питтс ( Великобритания,  США)
- 2022: Карл-Маркус Гаусс ( Австрия)
- 2023: Мария Степанова ( Россия)